# Monte Bailey
Il monte Bailey (in inglese Mount Bailey) è un cono di tefra relativamente giovane e un vulcano a scudo nella catena delle Cascate, situato sul lato opposto del lago Diamond rispetto al monte Thielsen, nell'Oregon meridionale, USA. Il Bailey consiste in un cono principale alto 610 m sopra un vecchio vulcano a scudo di andesite basaltica. Con un volume compreso tra 8 e 9 km³, il monte Bailey è leggermente più piccolo del vicino Diamond Peak. Oggi è una destinazione popolare per diverse attività ricreative nel Nord-ovest Pacifico, specie lo sci nei mesi invernali, e le escursioni con i gatti delle nevi. Nei mesi estivi, un sentiero escursionistico di 8 km dà accesso a piedi alla sommità del Bailey.
I nativi americani furono i primi a salire la vetta: i capotribù e gli sciamani amerindi erano soliti celebrare feste ed effettuare veglie di preghiera sulla vetta.

## Toponimo
L'origine del nome della montagna è controversa. Le mappe più vecchie riportano come nome "Old Baldy" o "Old Bailey", ma "Bailey" potrebbe essere legato a un errore di scrittura. L'aspetto spoglio e bruciato della vetta potrebbe indicare l'origine della designazione "Baldy" (termine che in lingua inglese sta per "calvo"). Non è stata inoltre trovata alcuna traccia di una qualche figura di nome Bailey la cui storia fosse collegata al picco. Nel 1992, l'Oregon Geographic Names Board propose di battezzare la montagna in onore dei naturalisti Vernon Orlando Bailey e Florence Bailey. Secondo William G. Steel, il termine nella lingua dei Klamath definire la montagna era Youxlokes, ovvero "Montagna della Medicina". Secondo i racconti tradizionali di tale popolo, gli stregoni e i sacerdoti erano soliti banchettare sulla vetta della montagna e comunicare da quel punto con il mondo ultraterreno.

## Geografia
Il monte Bailey rientra nelle High Cascades, una sezione della catena delle Cascate situata negli Stati Uniti occidentali. Le High Cascades furono a lungo ghiacciate in epoche passate, esposte sia alle tempeste del Pacifico sia alla glaciazione naturale causata dall'elevazione. In effetti, proprio quest'ultima potrebbe aver avviato una lenta erosione già nel tardo Miocene. Nel corso del tempo, man mano che la neve e il ghiaccio si accumulavano, le rocce più giovani sulla superficie venivano consumate. La creazione di altopiani di lava, l'attività eruttiva del Pliocene, la quale principalmente riversò basalto e andesite basaltica, risultò probabilmente responsabile della formazione degli edifici vulcanici più antichi del Bailey, del Thielsen e di Union Peak.

### Geologia
Il monte Bailey è a capo della catena omonima, la quale comprende anche il più piccolo cono di scorie localizzato a nord. Similmente al vicino monte Thielsen, si presenta come un vulcano a scudo con ripide pendici sommitali. Originatosi nello stesso periodo di Rodley Butte, secondo uno studio morfologico, l'attuale vulcano non ha più di 100 000 anni e si formò relativamente vicino all'attuale cono del Diamond Peak. Nonostante la sua somiglianza con Rodley Butte, sia nell'età sia nella composizione originale, Bailey passò dall'eruzione di andesite basaltica ad andesite più pura.
Il Bailey è composto da un cono centrale di tefra, sul quale eruzioni di andesite basaltica si riversarono con varia frequenza e generarono il vulcano attuale. Alla fine passando all'andesite, potrebbe essere stato costruito nel corso di diverse eruzioni o addirittura periodi eruttivi, a giudicare dalla natura silicica della sua roccia. Attualmente il sito è considerato spento, essendolo stato approssimativamente dal momento in cui il monte Mazama divenne attivo, a volte nella prima epoca del Pleistocene.

### Ecologia
La flora è abbastanza diversificata sul monte Bailey. A partire dai pendii più bassi, sono le conifere a predominare il paesaggio pressoché ovunque, soprattutto con esemplari di tsuga mertensiana, pino bianco occidentale (Pinus monticola) e abete delle rocce (Abies lasiocarpa).

## Attività ricreative

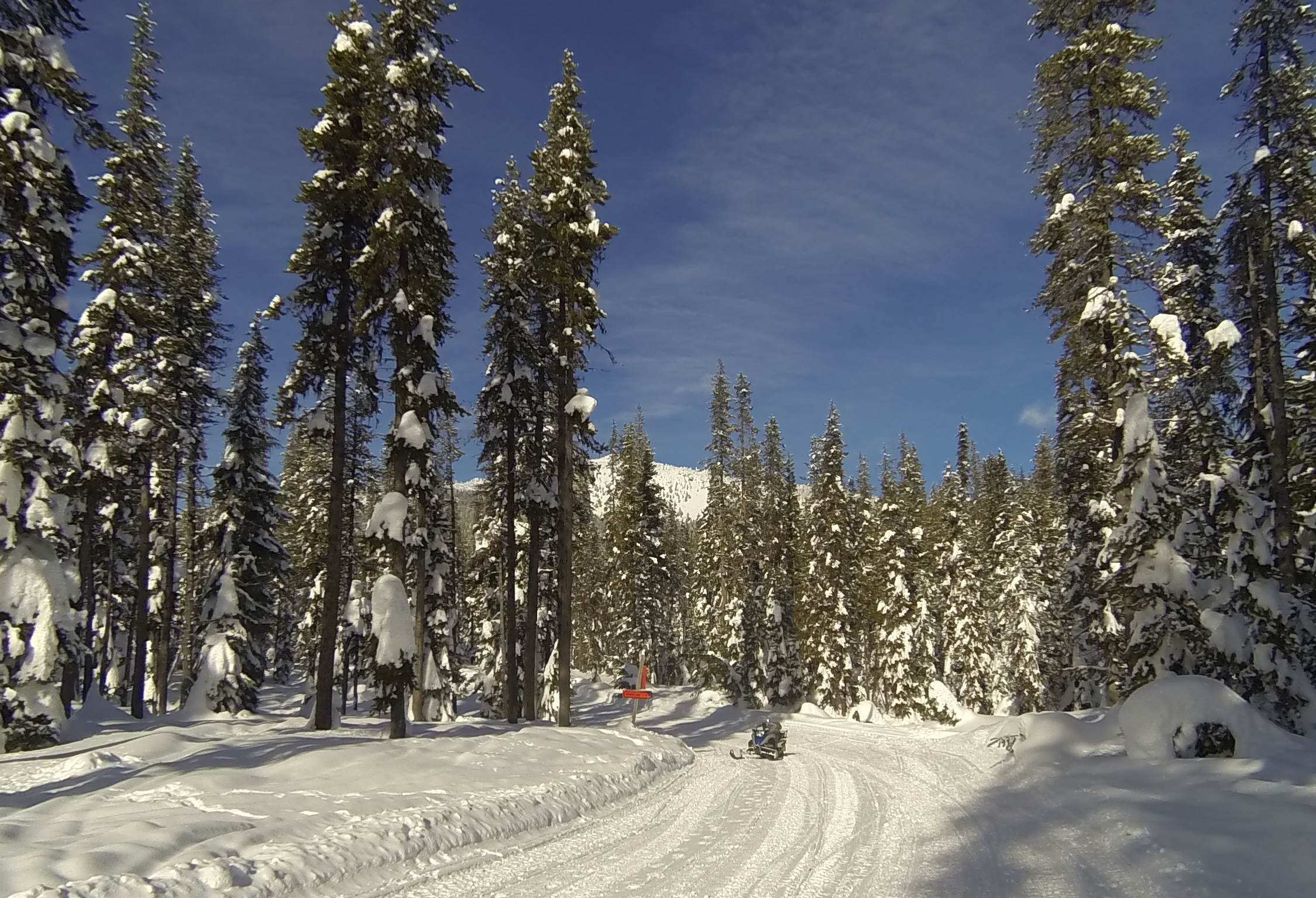
Un percorso in motoslitta tra il monte Bailey e il lago Diamond; il Bailey si vede attraverso gli alberi sullo sfondo

Il Bailey è una popolare meta per gli appassionati di escursionismo e sciata, in virtù delle sue ripide salite e delle ampie panoramiche che offre sul lago Diamond. Accessibile dalla Oregon Route 230, uno dei sentieri che raggiunge la vetta è quello di Fox Spring. Seguendo il Mount Bailey Trail, parte della Diamond Lake Recreational Area, gli escursionisti possono vedere "panorami a nord-est di Diamond Lake e la vertiginosa valanga di Bailey". Per gli sciatori, la vetta è nota altresì perché è possibile munirsi di gatto delle nevi.